# Leszek Rakowski
Leszek Rakowski (ur. 18 kwietnia 1972 w Lidzbarku Warmińskim) pseud. Shambo – polski basista. Rakowski działalność artystyczną rozpoczął na początku lat 90. XX w. w formacji Slashing Death. W 1993 roku dołączył do zespołu Vader. Wystąpił na trzech koncertowych wydawnictwach grupy: Vision and Voice (1998), Live in Japan (1998) i More Vision and the Voice (2002). Nie brał natomiast udziału w nagraniach żadnego albumu studyjnego, jednakże nazwisko Rakowskiego widniało na wszystkich albumach z okresu w którym był członkiem Vader. W 2001 roku Rakowski został zwolniony z zespołu w związku z uzależnieniem od narkotyków. Następnie na krótko związał się z zespołem Roberta Gasperowicza - Samo. W 1996 roku wystąpił gościnnie na albumie Getto formacji Sweet Noise.

## Dyskografia
- Misya - Misya (1994, Loud Out Records, gościnnie)[5]
- Sweet Noise - Getto (1996, Izabelin Studio, gościnnie)
- Vader - Live in Japan (1998, System Shock)[6]
- Vader - Vision and Voice (1998, VHS, Metal Mind Records)[7]
- Vader - Reign Forever World (EP, 2000, Avalon)
- Vader - More Vision and the Voice (2002, DVD, Metal Mind Records)[8]
- Vader - XXV (2008, Regain Records)
- Vader - The Upcoming Chaos (EP, 2008, Regain Records)